# Зосин
Зосин (пол. Zosin) — село в Польщі, у гміні Городло Грубешівського повіту Люблінського воєводства, що пролягає над берегами річки Західний Буг. Населення — 209 осіб (2011).
На території села розташована найсхідніша точка Польщі, що міститься на вигині Західного Бугу. У цій частині Зосина розташований міст, через який пролягає міжнародний автоперехід в Україну «Зосин — Устилуг».

## Історія
21-25 червня 1947 року під час операції «Вісла» польська армія виселила зі села на приєднані до Польщі північно-західні терени 4 українців. У селі залишилося 432 поляки.
У 1975—1998 роках село належало до Замойського воєводства.

## Населення
Демографічна структура станом на 31 березня 2011 року:
|          | Загалом | Допрацездатний вік | Працездатний вік | Постпрацездатний вік |
| -------- | ------- | ------------------ | ---------------- | -------------------- |
| Чоловіки | 94      | 10                 | 62               | 22                   |
| Жінки    | 115     | 22                 | 60               | 33                   |
| Разом    | 209     | 32                 | 122              | 55                   |